# 利辛 (烏克蘭)
50°9′15″N 28°50′40″E / 50.15417°N 28.84444°E
利辛（羅馬化：Lishchyn）是烏克蘭中部的村落，隸屬日托米爾州日托米爾區斯坦尼希夫卡市镇，位在日托米爾市中心東南方約21公里，始建於1566年，面積0.12平方公里，海拔高度220米，2001年人口1,265，人口密度每平方公里10,455人。